# Угловское городское поселение
Угло́вское городско́е поселе́ние — муниципальное образование в Окуловском муниципальном районе Новгородской области.
Административный центр — посёлок городского типа Угловка.

## История
В 1927 году в составе Боровичского округа Ленинградской области был образован Угловский район. 23 июля 1930 года Боровичский округ был упразднён, а район стал подчинён непосредственно Леноблисполкому. В соответствии с постановлением Президиума ВЦИК от 1 января 1932 года район был упразднён, 4 его сельсовета — Бурегский, Денесинский, Реченский, Рядокский — были переданы в состав Боровичского района, а остальные вошли в Окуловский и Бологовский районы.
Угловское городское поселение было образовано в соответствии с законом Новгородской области от 11 ноября 2005 года № 559-ОЗ. В состав городского поселения вошли 18 населённых пунктов. Постановлением Администрации Новгородской области от 8 февраля 2006 года № 62 были утверждены границы (черта) населённых этих пунктов, приведено описание границ этих населённых пунктов и занимаемая ими площадь. В результате муниципальной реформы было образовано не только новое муниципальное образование, но и были объединены 3 администрации: посёлка Угловка, Званского и Известкового сельсоветов.
12 апреля 2010 года вступил в силу областной закон № 722-ОЗ, по которому из Озерковского сельского и Угловского городского поселений вновь образовано одно — Угловское городское поселение.

## Население
| 2010  | 2011  | 2012  | 2013  | 2014  | 2015  | 2016  |
| ----- | ----- | ----- | ----- | ----- | ----- | ----- |
| 3747  | ↗4241 | ↘3565 | ↘3394 | ↘3246 | ↘3168 | ↘3077 |
| 2017  | 2018  | 2019  | 2020  | 2021  |       |       |
| ↘2993 | ↘2912 | ↘2836 | ↘2726 | ↗2822 |       |       |

## Состав городского поселения
| №  | Населённый пункт  | Тип населённого пункта      | Население |
| -- | ----------------- | --------------------------- | --------- |
| 1  | Белышево          | деревня                     | ↘0        |
| 2  | Берёзка           | деревня                     | →6        |
| 3  | Березовка         | деревня                     | ↗114      |
| 4  | Большая Крестовая | деревня                     | ↗16       |
| 5  | Владычно          | деревня                     | ↗2        |
| 6  | Горушка           | деревня                     | →11       |
| 7  | Демидово          | деревня                     | ↗9        |
| 8  | Демихово          | деревня                     | →0        |
| 9  | Ерзовка           | деревня                     | ↘11       |
| 10 | Жидобужи          | деревня                     | →3        |
| 11 | Заборка           | деревня                     | ↗4        |
| 12 | Заозерье          | деревня                     | →1        |
| 13 | Заручевье         | деревня                     | ↗20       |
| 14 | Золотково         | деревня                     | ↗7        |
| 15 | Иногоща           | деревня                     | ↗27       |
| 16 | Колосово          | деревня                     | →4        |
| 17 | Куракино          | деревня                     | ↗18       |
| 18 | Лунино            | деревня                     | ↗6        |
| 19 | Малая Крестовая   | деревня                     | ↘15       |
| 20 | Озерки            | деревня                     | ↗334      |
| 21 | Пабережье         | деревня                     | ↗12       |
| 22 | Первомайский      | посёлок                     | ↘38       |
| 23 | Раменье           | деревня                     | ↘4        |
| 24 | Рассвет           | деревня                     | ↗4        |
| 25 | Ретеж             | деревня                     | ↗3        |
| 26 | Селище            | деревня                     | ↗54       |
| 27 | Селище            | железнодорожная станция     | ↗41       |
| 28 | Смёново           | деревня                     | ↗12       |
| 29 | Сосницы           | деревня                     | ↗3        |
| 30 | Стегново          | деревня                     | ↗47       |
| 31 | Сухое             | деревня                     | ↗6        |
| 32 | Трубы             | деревня                     | →0        |
| 33 | Угловка           | пгт, административный центр | ↗2319     |
| 34 | Чеканово          | деревня                     | ↘0        |
| 35 | Чудово            | деревня                     | ↗6        |
| 36 | Шевцово           | деревня                     | →0        |
| 37 | Шегринка          | деревня                     | →0        |
| 38 | Шуя               | деревня                     | ↗49       |
| 39 | Яблоновка         | железнодорожная станция     | ↗12       |
| 40 | Яблонька          | деревня                     | ↘0        |
| 41 | Языково           | деревня                     | →0        |

## Экономика
Основное промышленное предприятие — Угловский известковый комбинат.
Распоряжением Правительства РФ от 29 июля 2014 года № 1398-р «Об утверждении перечня моногородов» муниципальное образование включено в категорию «Монопрофильные муниципальные образования Российской Федерации (моногорода), в которых имеются риски ухудшения социально-экономического положения».